# Hebreeuws

Het woord Israël in Hebreeuws schrift

Klassiek Hebreeuws, ook bekend als Lesjon HaKodesj (לשון הקודש, 'de heilige taal'), is de taal van het jodendom. Er bestaan verschillende historische perioden: achtereenvolgens het Hebreeuws van de Thora, dat van de Misjna en dat van de rabbijnse literatuur. De verschillen tussen genoemde taalperioden betreffen spelling, woordenschat en vooral zinsbouw (syntaxis).
Modern Hebreeuws, ook bekend als Ivriet (עברית), is de officiële landstaal van de moderne staat Israël. Het verschil tussen modern en klassiek Hebreeuws is in syntactisch opzicht groot, in lexicaal opzicht zijn de verschillen kleiner.

## Classificatie
Hebreeuws behoort tot de Semitische tak van de Afro-Aziatische talen. Hierdoor is het Hebreeuws verwant aan andere Semitische talen als het Arabisch, Aramees en Akkadisch en in mindere mate ook aan andere Afro-Aziatische talen als het Berbers en het Somalisch. Een kenmerk van veel Semitische talen, waaronder het Hebreeuws, is het zogenaamde triconsonantalisme. Bijna alle woorden kunnen herleid worden tot drie consonanten (medeklinkers), de radicalen, die de wortel (radix) van het woord vormen. Sommige radicaalstammen zijn 'afgesleten' of 'uitgehold', zodat er soms nog maar twee radicalen zichtbaar zijn. Er zijn ook stammen die uit meer dan drie radicalen bestaan, soms onder invloed van andere talen. En dan zijn er nog de leenwoorden, waarvoor de linguïstische wetten van het Hebreeuws uiteraard niet gelden. Hoewel het Jiddisch veel Hebreeuwse en Aramese woorden bevat, behoort die taal tot de Germaanse tak van de Indo-Europese talen - dezelfde taalgroep waartoe ook het Nederlands, het Duits en het Engels behoren.

## Gebruik

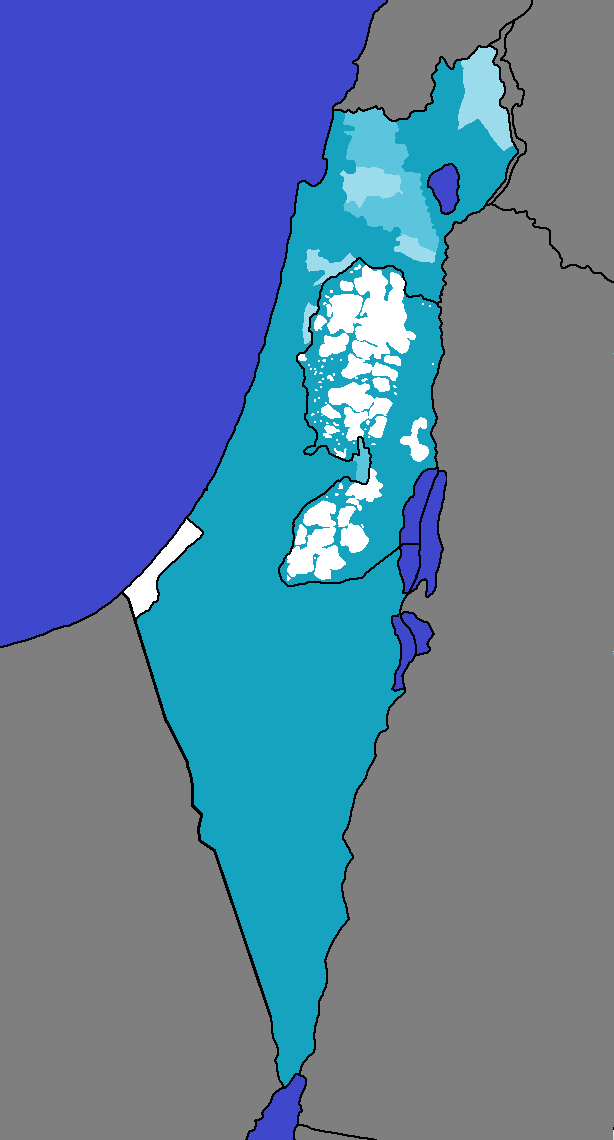
De verspreiding van het Hebreeuws in Israël en de Palestijnse Gebieden.
>50% Hebreeuwssprekend
25%-50% Hebreeuwssprekend
<25% Hebreeuwssprekend

Als gesproken taal is het Hebreeuws zeer lang een 'dode taal' geweest, in de zin dat niemand de taal meer gebruikte voor de dagelijkse communicatie. Vanaf eind 19e eeuw raakte het Hebreeuws opnieuw in gebruik als dagelijkse omgangstaal. Het is daarmee een van de zeer weinige voorbeelden van een dode taal die naderhand opnieuw tot een levende taal – in de zin van dagelijkse omgangstaal – is geworden.
In het jodendom (als religie en cultuur) is het Hebreeuws altijd in gebruik gebleven en onderwezen. Het diende als taal voor literatuur, poëzie, recht (Halacha) en communicatie tussen joden van verschillende gemeenschappen.

## Vormen

### Klassiek Hebreeuws

#### Hebreeuws van de Thora en Tenach
De Thora bevat de oudste vorm van Hebreeuws. De vorm van Hebreeuws in de daarop volgende boeken in de Tenach is - voor kenners - al aanzienlijk anders.
Eeuwenlang meende men in Europa dat alle talen in de wereld op grond van Genesis terug te voeren moesten zijn op het Hebreeuws dat immers rond 3900 voor het begin van de christelijke jaartelling de taal van Adam en Eva en ook van Noach en Mozes was geweest. In zijn in Parijs geschreven "Dissertatio de origine gentium Americanarum" uit 1643 probeerde Hugo de Groot deze interpretatie van Genesis nog te redden door te stellen dat het Indiaans, zoals iedere taal, terug te voeren was op het Hebreeuws. Grotius' stellingen werden al in datzelfde jaar door Johannes de Laet in zijn "Notae ad dissertationem Hugonis Grotii De origine gentium americanarum, et observationes aliquot ad meliorem indaginem difficillimae illius quaestionis" (Leiden, 1643) weerlegd. In latere tijd werd de rol van bijvoorbeeld het Sanskriet ook enige tijd overschat bij pogingen een oertaal te reconstrueren.

#### Hebreeuws van de Misjna
Vanaf ongeveer 200 n.Chr. werden bepaalde joodse juridisch-religieuze teksten te boek gesteld, in de vorm van de Misjna, de Tosefta en andere werken. Deze rabbijnse literatuur werd decennialang, zo niet eeuwenlang mondeling overgeleverd. Het karakter van de teksten maakt het goed mogelijk ze uit het hoofd te leren. De taalfase van deze teksten wordt vaak Rabbijns Hebreeuws genoemd, omdat de auteurs van de teksten "rabbijnen" heten (hebr. "rav", meester, heer). De twee grote tekstverzamelingen met de naam Talmoed (de Babylonische Talmoed en de Jeruzalemse Talmoed, naar het gebied waar de redactie plaatsvond) zijn deels een soort commentaar en aanvulling op de Misjna. De taal die hiervoor werd gebruikt is grotendeels Aramees.

#### Middeleeuws rabbinaal Hebreeuws
De middeleeuwen brachten aanzienlijke vernieuwingen in de Hebreeuwse taal, en wel voornamelijk in de geschreven taal. De meeste ontwikkelingen op taalkundig gebied, inclusief een seculiere literatuur, vonden plaats in Spanje, onder de islamitische overheersing. In veel mindere mate was ook Italië belangrijk, vooral voor romantische poëzie. In Spanje waren dichters zoals Solomon ibn Gabirol (of Schlomo ibn Gevirol) en Juda Halevi actief. Hun gedichten en andere literatuur besloegen een breed genre. Voor deze literatuur, alsook de medische en religieuze lectuur van bijvoorbeeld Maimonides, moesten nieuwe woorden en uitdrukkingen in het Hebreeuws worden ontwikkeld. Rabbijnen als Maimonides vertaalden hun werk soms naar dit Hebreeuws, na het eerst in het Arabisch in omloop te hebben gebracht.

### Modern Hebreeuws
Het Hebreeuws werd opnieuw een levende taal begin 20e eeuw, waarbij het onder met name seculiere Joden geleidelijk een aantal andere door Joden gesproken talen, zoals Jiddisch en Ladino, tot op zekere hoogte verving. Eliëzer Ben-Jehoeda was de voornaamste pionier van het modern Hebreeuws. Hij was toonaangevend in een beweging die probeerde het Hebreeuws nieuw leven in te blazen. Dat hield niet alleen in dat mensen moesten leren het actief te gaan spreken en gebruiken, maar ook dat er nieuwe woorden geschapen moesten worden voor allerlei zaken die er nog niet waren toen de Tenach in het Hebreeuws werd opgeschreven en toen de taal intensief werd gebruikt, in de tijd van de rabbijnen. De taal kende geen woorden voor bijvoorbeeld trein, telefoon en fiets, en later tv, magnetron en computer. Zo ontstond het Modern Hebreeuws, ofwel, in die taal, 'Ivriet'.

#### Kritiek en tegenstand van orthodox-joodse zijde
De charedische (ultraorthodoxe) gemeenschap verzette zich hevig tegen het ontstaan van Modern Hebreeuws. De leidende charedische rabbijnen excommuniceerden de zionisten die deze scholen openden en verboden hun aanhangers om kinderen naar die scholen te sturen. Ook religieus-zionistische scholen werden tot verboden gebied verklaard. Ondanks de intensieve oorlog die de rabbijnen voerden tegen het Modern Hebreeuws, spreken vele charedische joden vandaag toch Modern Hebreeuws. De rabbijnen, waaronder de Jeruzalemse opperrabbijn Yosef Chaim Sonnenfeld, wilden het klassieke Hebreeuws bewaren als heilige taal, en voor het dagelijks leven Jiddisch blijven gebruiken. Als alternatief wilden zij het echte klassieke Hebreeuws nieuw leven inblazen. Modern Hebreeuws verschilt op talrijke punten van het klassieke Hebreeuws. Dezelfde rabbijnen maken geen bezwaar tegen het gebruik van het klassieke Hebreeuws.
Ook vandaag de dag zijn er met name in Jeruzalem nog talrijke groepen die weigeren modern Hebreeuws te gebruiken, en groeien er kinderen op die geen modern Hebreeuws kunnen spreken.
In de Litvish-charedische gemeenschap is het gebruik van modern Hebreeuws meer aanvaard dan in de chassidische wereld. Maar, zoals in een artikel in de Litvishe krant Yated Ne'eman geschreven werd: "Modern Hebreeuws kan uiteraard nooit de plaats van de heilige taal innemen, omdat er (misschien wel opzettelijk) woorden in zijn toegevoegd die uit onreine bronnen komen."
Rabbijn Shmuel HaLevi Wosner uit Bnei Brak, een van de grootste chassidische rabbijnen, zei: "Zij hebben de heilige taal vernietigd, vervuild en verminkt met de uitvinding van 'Modern Hebreeuws.' Het is bekend wat de rabbijnen van de Talmoed zeiden: dat iedereen die Hebreeuws spreekt, in de hemel zal komen. Dit geldt vanzelfsprekend niet voor 'Modern Hebreeuws'."
De krant Yated Ne'eman heeft meerdere analyses van de oorlog tussen de charedische joden en de voorstanders van het zionistisch Hebreeuws gepubliceerd. Een bekende kijk op modern Hebreeuws is dat de makers ervan (zoals Eliëzer Ben-Jehoeda) hun taal als centraal punt voor een seculiere cultuur wilden gebruiken, die een vervanging moest worden van de traditionele religieuze wereld, waarvan de traditionele taal van wijsheid, het rabbijns Hebreeuws, een centraal onderdeel was.

#### Nieuwe woorden
De Academie voor de Hebreeuwse Taal houdt zich bezig met het creëren van nieuwe woorden. Dat garandeert overigens niet dat die woorden ook aanvaard en in gebruik genomen worden door de bevolking. Sommige woorden, zoals het woord voor computer: 'machshev' (bereken-object), vinden onmiddellijk ingang, maar andere uitgevonden woorden worden aan de kant geschoven voor populaire leenwoorden, zoals sach-rachok (ver-spreker), dat het moest afleggen tegen telefon.

#### Gebruik van de term 'Ivriet'
Met name aanhangers van het zionisme of (ex-)Nederlanders die naar Israël zijn geëmigreerd, gebruiken de naam 'Ivriet' voor het Hebreeuws zoals dat tegenwoordig in Israël als voertaal in gebruik is. Ivriet wordt dan in tegenstelling tot Hebreeuws gebruikt, dat oud-Hebreeuws zou moeten beduiden. Het gebruik van deze term is echter niet noodzakelijk. Hebreeuws is simpelweg de Nederlandse term voor het Hebreeuwse woord Ivriet. Het moderne Hebreeuws, herleefd door Eliezer Ben-Yehuda, is een variant op diezelfde taal.

## Schrift
Hebreeuws wordt van rechts naar links geschreven met het Hebreeuwse alfabet. Aanvankelijk werd het proto-Sinaïtische alfabet gebruikt, dat ontstaan was uit een beeldschrift. De eerste letter, alef, komt van het woord voor os enzovoorts.

## Invloed op het Nederlands
Op diverse manieren heeft het Hebreeuws invloed uitgeoefend op de Nederlandse woordenschat. Een deel van de woorden is via het Jiddisch gekomen; hiervan worden veel woorden niet in Vlaanderen gebruikt. Een ander deel is rechtstreeks aan het Hebreeuws ontleend, voornamelijk onder invloed van het jodendom. Verder is een groot deel via talen als het Grieks en Latijn aan het Hebreeuws ontleend.
Voorbeelden van woorden van Hebreeuwse oorsprong, die via het Jiddisch in de Nederlandse taal kwamen:
- bajes (van bajit = huis)
- gabber (van chaver = vriend)
- goochem (van chacham = wijze)
- jajem (van jajin = wijn)
- jat, jatten (van jad = hand; ook het aanwijsstokje met een handje, de 'jad')
- lef (van lev = hart)
- mesjogge (van mesjoega = gek)
- smeris (van sjmirot = patrouilles van beveiliging)
- sores (van tsarot = zorgen)
- tof (van tov = goed)

Voorbeelden van woorden uit het klassiek Hebreeuws die in het Nederlands terecht zijn gekomen, rechtstreeks of via een andere taal:
- amen
- Hallelujah
- sjabbat
- Satan
- Talmoed

Voorbeelden van woorden die enigszins vervormd via het Grieks of Latijn aan het Hebreeuws zijn ontleend:
- hosanna (oorspr. Hebr. vorm: hosjiana)
- messias (oorsp. Hebr. vorm: masjiach)
- sabbat (oorspr. Hebr. vorm: sjabbat)

In christelijke liturgische taal kan men ook hebraïstische uitdrukkingen zoals Here der Heren en in de eeuwen der eeuwen aantreffen.